# وو باي
وو باي (بالصينية: 伍佰) هو مغن ومؤلف ومغني وعازف قيثارة ومقدم تلفزيوني وممثل تايواني، ولد في 14 يناير 1968 بتايبيه في تايوان.

## وصلات خارجية
- وو باي على موقع IMDb (الإنجليزية)
- وو باي على موقع ميوزك برينز (الإنجليزية)
- وو باي على موقع ميوزك برينز (الإنجليزية)
- وو باي على موقع ديسكوغز (الإنجليزية)
- وو باي على موقع قاعدة بيانات الفيلم (الإنجليزية)